# Vidya Balan
Vidya Balan född 1 januari 1978 är en indisk skådespelerska mest känd för sina Bollywood filmer som Heyy Babyy (2007) och Kismat Konnection (2008).